# Zhangzhou
Zhangzhou (cinese: 漳州; pinyin: Zhāngzhōu; Wade-Giles:   Chang1-chou1; POJ: Chiang-chiu) è una città-prefettura nella provincia meridionale del Fujian,nella Repubblica Popolare Cinese. Situata sulle rive del fiume Jiulong (Beixi), Zhangzhou confina con le città di Xiamen (廈門) e Quanzhou (泉州) a nord-est, con la città di Longyan a nord-ovest e con la provincia del Guangdong a sud-ovest.
In vecchi testi in inglese, il suo nome può apparire come Chang-chow o Changchow e in contesti del Sud-est asiatico può essere reso come Chiang-chew o Chiang Chew, dal nome hokkien.

## Società

### Lingue e dialetti
Il principale dialetto parlato a Zhangzhou è l'hokkien, una delle principali lingue/dialetti min nan. Ma, ufficialmente, la gente usa il mandarino standard nel governo, nel commercio e negli affari ufficiali.

## Storia
All'inizio del XX secolo, Zhangzhou-fu era circondata da 42 miglia (67,6 chilometri) di mura (in circonferenza). Le sue stade erano lastricate di granito, ma colpivano alcuni visitatori occidentali per la sporcizia, come riportato nell'Enyclopedia Britannica. Il fiume Jiulongjiang era attraversato da un ponte di tavole di legno lungo 800 piedi (244 chilometri) e sostenuto da venticinque pilastri di pietra. A quel tempo, nella città si svolgeva una forte attività di commercio della seta, mentre tra le sue attività industriali primarie vi erano le fornaci di laterizi e le manifatture di zucchero. Nel 1911, la sua popolazione era stimata intorno a 1.000.000.
L'area urbana centrale di Zhangzhou (ora distretto di Xiangcheng) fu occupata nell'aprile e nel maggio 1932 da una colonna di guerriglieri comunisti sotto il comando di Mao Zedong. A causa della presenza di cannoniere occidentali nella Baia di Xiamen, le spedizioni di armi dall'Unione Sovietica non furono in grado di risalire il fiume Jiulongjiang per raggiungere le forze di Mao e la principale base aerea comunista. Secondo alcuni rapporti, le forze di Mao portarono via con loro una sostanziale quantità di bottino dai residenti borghesi quando la loro colonna si ritirò dalla città.

## Geografia antropica

### Suddivisioni amministrative
La città-prefettura di Zhangzhou amministra 2 distretti, 1 città-contea e 8 contee.
- Distretto di Longwen (龙文区)
- Distretto di Xiangcheng (芗城区)
- Città di Longhai (龙海市)
- Contea di Changtai (长泰县)
- Contea di Dongshan (东山县)
- Contea di Hua'an (华安县)
- Contea di Nanchino (南靖县)
- Contea di Pinghe (平和县)
- Contea di Yunxiao (云霄县)
- Contea di Zhangpu (漳浦县)
- Contea di Zhao'an (诏安县)

## Cultura

### Istruzione

#### Università
- Università Normale di Zhangzhou